# جيمس روس (سياسي أمريكي)
جيمس روس (بالإنجليزية: James Ross)‏ هو محامي وسياسي أمريكي، ولد في 12 يوليو 1762 في الولايات المتحدة، وتوفي في 27 نوفمبر 1847 في بيتسبرغ في الولايات المتحدة. حزبياً، نشط في الحزب الفيدرالي الأمريكي. وقد انتخب عضو مجلس الشيوخ الأمريكي.